# Campeonato Mundial de Atletismo em Pista Coberta de 2012 - 60 m masculino
A prova dos 60 metros masculino do Campeonato Mundial de Atletismo em Pista Coberta de 2012 foi disputada entre 9 e 10 de março na Ataköy Athletics Arena em Istambul, Turquia.

## Recordes
Antes desta competição, os recordes mundiais e do campeonato nesta prova eram os seguintes:
|    | Nome           | Nacionalidade  | Tempo | Local         | Data                                      |
| -- | -------------- | -------------- | ----- | ------------- | ----------------------------------------- |
| WR | Maurice Greene | Estados Unidos | 6s 39 | Madri Atlanta | 3 de fevereiro de 1998 3 de março de 2001 |
| CR | Maurice Greene | Estados Unidos | 6s 42 | Maebashi      | 6 de março de 1999                        |

## Medalhistas
| Ouro                | Prata              | Bronze               |
| Justin Gatlin (USA) | Nesta Carter (JAM) | Dwain Chambers (GBR) |

## Cronograma
| Data        | Hora  | Evento    |
| ----------- | ----- | --------- |
| 9 de março  | 17:35 | Bateria   |
| 10 de março | 17:30 | Semifinal |
| 10 de março | 20:00 | Final     |

## Resultados

### Bateria
Qualificação: 2 atletas de cada bateria  (Q) mais os  8 melhores qualificados (q).  59 atletas  de 56  nacionalidades participaram. 
| Colocação | Bateria | Atleta                     | Nacionalidade                   | Tempo | Notas |
| --------- | ------- | -------------------------- | ------------------------------- | ----- | ----- |
| 1         | 4       | Ángel David Rodríguez      | Espanha                         | 6.64  | Q     |
| 1         | 7       | Justin Gatlin              | Estados Unidos                  | 6.64  | Q     |
| 3         | 8       | Dwain Chambers             | Reino Unido                     | 6.65  | Q     |
| 4         | 2       | Emmanuel Biron             | França                          | 6.68  | Q     |
| 4         | 3       | Simone Collio              | Itália                          | 6.68  | Q     |
| 6         | 5       | Marc Burns                 | Trinidad e Tobago               | 6.69  | Q     |
| 7         | 6       | Trell Kimmons              | Estados Unidos                  | 6.70  | Q     |
| 8         | 2       | Christian Blum             | Alemanha                        | 6.74  | Q     |
| 8         | 4       | Nesta Carter               | Jamaica                         | 6.74  | Q     |
| 8         | 8       | Michael LeBlanc            | Canadá                          | 6.74  | Q     |
| 11        | 5       | Justyn Warner              | Canadá                          | 6.75  | Q     |
| 12        | 4       | Ben Youssef Meité          | Costa do Marfim                 | 6.77  | q     |
| 13        | 8       | Su Bingtian                | China                           | 6.84  | SB, q |
| 14        | 1       | Peter Emelieze             | Nigéria                         | 6.85  | Q     |
| 15        | 1       | Gerald Phiri               | Zâmbia                          | 6.86  | Q     |
| 16        | 1       | Nilson Andrè               | Brasil                          | 6.86  | PB, q |
| 17        | 6       | Rytis Sakalauskas          | Lituânia                        | 6.87  | Q     |
| 17        | 7       | Reza Ghasemi               | Irão                            | 6.87  | Q     |
| 19        | 8       | Amr Ibrahim Mostafa Seoud  | Egito                           | 6.89  | q     |
| 20        | 1       | Foo Ee Yeo                 | Singapura                       | 6.90  | q     |
| 20        | 5       | Jeremy Bascom              | Guiana                          | 6.90  | q     |
| 22        | 4       | Aziz Ouhadi                | Marrocos                        | 6.91  | SB    |
| 22        | 5       | Mateo Edward               | Panamá                          | 6.91  | PB    |
| 24        | 7       | Holder da Silva            | Guiné-Bissau                    | 6.95  | SB    |
| 25        | 2       | Idrissa Adam               | Camarões                        | 6.96  | PB    |
| 26        | 7       | Chun Ho Lai                | Hong Kong                       | 6.97  |       |
| 27        | 4       | Hasanain Hasan Zubaiyen    | Iraque                          | 6.98  | NR    |
| 28        | 3       | Brijesh Lawrence           | São Cristóvão e Neves           | 7.00  | Q     |
| 28        | 7       | Mosito Lehata              | Lesoto                          | 7.00  | NR    |
| 30        | 6       | Aczitbileg Battulga        | Mongólia                        | 7.03  | PB    |
| 31        | 1       | Mesbah Ahmmed              | Bangladesh                      | 7.04  | NR    |
| 31        | 3       | Sibusiso Matsenjwa         | Essuatíni                       | 7.04  | NR    |
| 31        | 4       | Keiron Rogers              | Anguila                         | 7.04  | NR    |
| 34        | 3       | Lerone Clarke              | Jamaica                         | 7.05  |       |
| 34        | 7       | Jean Thierie Ferdinand     | Ilhas Maurícias                 | 7.05  | PB    |
| 36        | 1       | Cristian Leguizamón        | Paraguai                        | 7.13  | PB    |
| 37        | 5       | Roy Ravana                 | Fiji                            | 7.17  | NR    |
| 38        | 2       | Raihau Maiau               | Polinésia Francesa              | 7.18  | NR    |
| 39        | 2       | Rodman Teltull             | Palau                           | 7.20  | NR    |
| 40        | 8       | Imran Khan                 | Paquistão                       | 7.21  | PB    |
| 41        | 2       | Ibrahim Kabia              | Serra Leoa                      | 7.33  |       |
| 41        | 6       | Ahmed Azneem               | Maldivas                        | 7.33  | PB    |
| 43        | 4       | Courtney Carl Williams     | São Vicente e Granadinas        | 7.35  | PB    |
| 44        | 2       | Walerij Ponomariew         | Quirguistão                     | 7.38  |       |
| 45        | 6       | Roman Cress                | Ilhas Marshall                  | 7.43  | SB    |
| 46        | 1       | Chris Meke Walasi          | Ilhas Salomão                   | 7.47  | PB    |
| 47        | 1       | Ghislain Nsimba Mandualika | República Democrática do Congo  | 7.47  | PB    |
| 48        | 8       | Shakyll Lourens            | Aruba                           | 7.49  | PB    |
| 49        | 4       | Joshua Jeremiah            | Nauru                           | 7.50  | PB    |
| 49        | 7       | Dominic Carroll            | Gibraltar                       | 7.50  | SB    |
| 51        | 5       | Mikel de Sa                | Andorra                         | 7.51  |       |
| 52        | 3       | Federico Gorrieri          | San Marino                      | 7.54  | SB    |
| 53        | 3       | Nooa Takooa                | Kiribati                        | 7.57  | PB    |
| 54        | 8       | Tavevele Noa               | Tuvalu                          | 7.61  | PB    |
| 55        | 5       | Joseph Andy Lui            | Tonga                           | 7.71  | PB    |
| 56        | 3       | Dayne O'Hara               | Ilha Norfolk                    | 7.75  | PB    |
| 57        | 8       | Alhassane Keita            | Guiné                           | 8.12  | PB    |
|           | 6       | John Howard                | Estados Federados da Micronésia | DSQ   | FS    |
|           | 6       | Tim Abeyie                 | Gana                            | DSQ   | FS    |
|           | 2       | Innocent Bologo            | Burquina Fasso                  | DNS   |       |
|           | 5       | Chencho Gyeltshen          | Butão                           | DNS   |       |

### Semifinal
Qualificação: classificaram-se  os 2 melhores de cada bateria (Q) mais 2 melhores colocados  (q). 
| Colocação | Bateria | Atleta                | Nacionalidade         | Tempo | Notas |
| --------- | ------- | --------------------- | --------------------- | ----- | ----- |
| 1         | 1       | Justin Gatlin         | Estados Unidos        | 6.50  | Q     |
| 2         | 2       | Nesta Carter          | Jamaica               | 6.56  | Q     |
| 3         | 3       | Trell Kimmons         | Estados Unidos        | 6.61  | Q     |
| 4         | 2       | Dwain Chambers        | Reino Unido           | 6.62  | Q     |
| 4         | 3       | Marc Burns            | Trinidad e Tobago     | 6.62  | Q     |
| 6         | 2       | Emmanuel Biron        | França                | 6.65  | q     |
| 7         | 3       | Justyn Warner         | Canadá                | 6.67  | q     |
| 8         | 1       | Aziz Ouhadi           | Marrocos              | 6.68  | NR, Q |
| 9         | 1       | Rytis Sakalauskas     | Lituânia              | 6.69  |       |
| 10        | 1       | Michael LeBlanc       | Canadá                | 6.71  |       |
| 10        | 1       | Simone Collio         | Itália                | 6.71  |       |
| 10        | 1       | Ben Youssef Meité     | Costa do Marfim       | 6.71  |       |
| 10        | 3       | Ángel David Rodríguez | Espanha               | 6.71  |       |
| 14        | 3       | Su Bingtian           | China                 | 6.74  | SB    |
| 15        | 2       | Jeremy Bascom         | Guiana                | 6.77  |       |
| 16        | 2       | Christian Blum        | Alemanha              | 6.79  |       |
| 17        | 2       | Reza Ghasemi          | Irão                  | 6.79  |       |
| 18        | 2       | Brijesh Lawrence      | São Cristóvão e Neves | 6.80  |       |
| 19        | 1       | Peter Emelieze        | Nigéria               | 6.81  |       |
| 20        | 1       | Amr Seoud             | Egito                 | 6.83  |       |
| 21        | 3       | Mateo Edward          | Panamá                | 6.91  | PB    |
| 22        | 2       | Foo Ee Yeo            | Singapura             | 6.93  |       |
| 22        | 3       | Nilson Andrè          | Brasil                | 6.93  |       |
|           | 3       | Gerald Phiri          | Zâmbia                | DNS   |       |

### Final
A final ocorreu dia 10 de março. 
| Colocação         | Atleta         | Nacionalidade     | Tempo  | Nota |
| ----------------- | -------------- | ----------------- | ------ | ---- |
| Medalha de ouro   | Justin Gatlin  | Estados Unidos    | 6 s 46 | SB   |
| Medalha de prata  | Nesta Carter   | Jamaica           | 6 s 54 |      |
| Medalha de bronze | Dwain Chambers | Reino Unido       | 6 s 60 |      |
| 4                 | Trell Kimmons  | Estados Unidos    | 6 s 60 |      |
| 5                 | Marc Burns     | Trinidad e Tobago | 6 s 62 |      |
| 6                 | Emmanuel Biron | França            | 6 s 63 |      |
| 7                 | Justyn Warner  | Canadá            | 6 s 65 |      |
| 8                 | Aziz Ouhadi    | Marrocos          | 6 s 72 |      |

Legenda
| Recorde mundial       | Recorde mundial (World record)               |                       | Recorde africano                      | Recorde africano (African) |                                           | Q | Classificado por posição (Qualified) |
| Recorde do campeonato | Recorde do campeonato (Championship record)  | Recorde da América    | Recorde da América (Americas)         | q                          | Classificado por melhor tempo (Qualified) |   |                                      |
| Melhor marca do ano   | Melhor marca do ano (World leading)          | Recorde asiático      | Recorde asiático (Asian)              | DNS                        | Não largou (Did not start)                |   |                                      |
| Recorde nacional      | Recorde nacional (National record)           | Recorde europeu       | Recorde europeu (European)            | DNF                        | Não terminou (Did not finish)             |   |                                      |
| Recorde pessoal       | Recorde pessoal do atleta (Personal best)    | Recorde da Oceania    | Recorde da Oceania (Oceania)          | DSQ / DQ                   | Desclassificado (Disqualified)            |   |                                      |
| Recorde da temporada  | Recorde da temporada do atleta (Season best) | Recorde sul-americano | Recorde sul-americano (South America) | NM                         | Sem marca (No mark)                       |   |                                      |